# Black Prince (foguete)
Black Prince foi um projeto para a construção de um sistema de lançamento descartável para o Reino Unido que foi cancelado. Quando o Blue Streak foi cancelado como uma arma, foi anunciado que o projeto seria mantido como um lançador de satélite. Acredita-se que isto foi feito para diminuir o problema político que o cancelamento trouxe, pois, embora houvesse algum interesse em um programa espacial britânico, não havia dinheiro. Os militares não estavam interessados em satélites, e o orçamento para a ciência não podia pagar satélites e um lançador.

## História
O projeto consistia em usar o Black Knight como um segundo estágio para o Blue Streak, mas acabou por não ser tão simples assim. O Black Knight era muito pequeno para ser um componente eficaz para o Blue Streak, e seu diâmetro de 3 pés levaria a problemas com satélites que eram maiores. No entanto, a ordem dado à equipe de design foi o de chegar a um lançador de satélite que poderia ser usado as muitas instalações existentes quanto possível, e poderiam ser produzidos com o mínimo de desenvolvimento extra.
O fator limitante acabou por ser as camas de testes estáticos em alta Down. Estes limitam o diâmetro do segundo estágio de pé 4 6 polegadas.
O projeto seria finalizado em breve, mas a questão do custo de novo causava problemas. Thorneycroft, que era então ministro da Aviação, tentou envolver os países da Commonwealth, o Canadá e a Austrália, no projeto, apesar da Austrália ter preparado para fornecer Woomera, houve outros poucos interesses.
Como os esforços com a Commonwealth falhou, dois anos depois aconteceu o cancelamento da linha Blue Streak. O segundo estágio acabou indo para o foguete francês. O Europa 1 era pouco mais do que um Black Prince redesenhado.